# Pohlia longibracteata
Pohlia longibracteata är en bladmossart som beskrevs av Brotherus in Röll 1890. Pohlia longibracteata ingår i släktet nickmossor, och familjen Bryaceae. Inga underarter finns listade i Catalogue of Life.